# 有明 (江東区)
有明（ありあけ）は、東京都江東区の町名。現行行政地名は有明一丁目から有明四丁目。住居表示実施済区域。

## 地理
江東区深川地域（詳細な区分では豊洲地区）に属する。東京港埋立10号地に当たり、東京臨海副都心の一部をなす。台場の東、東雲の南西、豊洲の南に位置する。中央を首都高速湾岸線・東京湾岸道路・りんかい線が横切り、それを基準にして北に有明一丁目と有明二丁目、南に有明三丁目と有明四丁目が置かれている。一丁目には有明アリーナや有明展示場（有明GYM-EX）などの大型イベント施設、二丁目には大型商業施設の有明ガーデンやスポーツ施設の有明テニスの森公園や有明コロシアム、三丁目にはオフィスビルやホテル、病院、公園が立ち並び、日本最大のコンベンション施設 東京ビッグサイト、四丁目には倉庫街や東京港フェリーターミナルがある。

### 地価
住宅地の地価は、2024年（令和6年）7月1日の地価調査によれば、有明1-3-17の地点で87万円/m2となっている。

## 歴史
一・二丁目の大半は1931年（昭和6年）からの10カ年計画（東京港修築事業計画）、三・四丁目は東京港港湾計画により埋め立てられた。このエリアは、1980年代後半までは主に工業地として使われていた。
10号埋立地の沖合はハゼの漁場であり多くの釣り船も出ていた。1961年（昭和36年）12月7日には波浪により釣り船が10隻が遭難して11人が死亡する事故も発生している。
一・二丁目は1968年（昭和43年）4月1日に住居表示が実施された。三・四丁目は1979年（昭和54年）4月1日の成立で、2009年11月1日に住居表示の実施とともに二丁目と三丁目の丁目界、および東隣の東雲二丁目との町界を変更し、それぞれ道路を境界にする形に改められた。二丁目と三丁目の新たな丁目界は国道357号となった。

### 地名の由来
開発に将来の光明を持つことおよび、隣接する東雲と関連を持たせることにより「有明町」とした。

### 町名の変遷
| 実施後     | 実施年月日    | 実施前（特記なければ各町丁の一部）                                                       |
| ---------- | ------------- | ---------------------------------------------------------------------------------------- |
| 有明一丁目 | 1968年4月1日  | 深川有明町一丁目、深川有明町二丁目、深川有明町三丁目、深川有明町四丁目                   |
| 有明二丁目 | 1968年4月1日  | 深川有明町一丁目、深川有明町二丁目、深川有明町三丁目、深川有明町四丁目、深川有明町五丁目 |
| 有明三丁目 | 2009年11月1日 | 東雲二丁目、有明二丁目、有明三丁目（全域）                                               |
| 有明四丁目 | 2009年11月1日 | 有明四丁目（全域）                                                                       |

## 世帯数と人口
2023年（令和5年）1月1日現在（東京都発表）の世帯数と人口は以下の通りである。
| 丁目               | 世帯数    | 人口     |
| ------------------ | --------- | -------- |
| 有明一丁目         | 4,848世帯 | 10,843人 |
| 有明二丁目〜四丁目 | 1,111世帯 | 2,425人  |
| 計                 | 5,959世帯 | 13,268人 |

### 人口の変遷
国勢調査による人口の推移。
| 年                 | 人口   |
| ------------------ | ------ |
| 1995年（平成7年）  | 453    |
| 2000年（平成12年） | 363    |
| 2005年（平成17年） | 706    |
| 2010年（平成22年） | 4,500  |
| 2015年（平成27年） | 8,871  |
| 2020年（令和2年）  | 11,379 |

### 世帯数の変遷
国勢調査による世帯数の推移。
| 年                 | 世帯数 |
| ------------------ | ------ |
| 1995年（平成7年）  | 373    |
| 2000年（平成12年） | 309    |
| 2005年（平成17年） | 486    |
| 2010年（平成22年） | 2,333  |
| 2015年（平成27年） | 4,113  |
| 2020年（令和2年）  | 4,987  |

## 学区
区立小・中学校に通う場合、学区は以下の通りとなる（2023年4月時点）。
| 丁目       | 番地                                               | 小学校             | 中学校             |
| ---------- | -------------------------------------------------- | ------------------ | ------------------ |
| 有明一丁目 | 1番・2番 3番（環二通り以東の区域に限る） 9番～12番 | 江東区立有明小学校 | 江東区立有明中学校 |
| 有明一丁目 | その他                                             | 江東区立有明西学園 | 江東区立有明西学園 |
| 有明二丁目 | 1番・9番～11番                                     | 江東区立有明小学校 | 江東区立有明中学校 |
| 有明二丁目 | 2番・3番                                           | 江東区立有明西学園 | 江東区立有明西学園 |
| 有明三丁目 | 全域                                               | 江東区立有明西学園 | 江東区立有明西学園 |
| 有明四丁目 | 全域                                               | 江東区立有明西学園 | 江東区立有明西学園 |

## 交通

### 鉄道
- りんかい線国際展示場駅
- ゆりかもめ有明テニスの森駅・有明駅・東京ビッグサイト駅

### バス
- 都営バス 海01系統・急行05系統・都05-2系統・深夜13系統・急行06系統・東16系統・門19系統
- 東京空港交通 羽田空港線・成田空港線
- 関東バス（武蔵野営業所・吉祥寺駅・高井戸駅～国際展示場駅・有明ガーデン）
- ジェイアールバス関東（東京駅～国際展示場駅～東京ビッグサイト～東京港フェリーターミナルなど）
- 東京BRT・京成バス

### 水上交通
- 東京港フェリー埠頭（10号地埠頭）
- 東京都観光汽船・東京水辺ライン有明客船ターミナル

### 道路
- 首都高速湾岸線-有明出入口
- 首都高速10号晴海線
- 国道357号
- 東京都道484号豊洲有明線
- 東京都道304号日比谷豊洲埠頭東雲町線

このほか、2040年頃の開業を予定している都心部・臨海地域地下鉄で有明・東京ビッグサイト駅（仮称）を設置する構想がある。

## 事業所
2021年（令和3年）現在の経済センサス調査による事業所数と従業員数は以下の通りである。
| 丁目       | 事業所数  | 従業員数 |
| ---------- | --------- | -------- |
| 有明一丁目 | 126事業所 | 4,387人  |
| 有明二丁目 | 163事業所 | 1,851人  |
| 有明三丁目 | 273事業所 | 16,013人 |
| 有明四丁目 | 77事業所  | 1,014人  |
| 計         | 639事業所 | 23,265人 |

### 事業者数の変遷
経済センサスによる事業所数の推移。
| 年                 | 事業者数 |
| ------------------ | -------- |
| 2016年（平成28年） | 419      |
| 2021年（令和3年）  | 639      |

### 従業員数の変遷
経済センサスによる従業員数の推移。
| 年                 | 従業員数 |
| ------------------ | -------- |
| 2016年（平成28年） | 20,401   |
| 2021年（令和3年）  | 23,265   |

## 施設
東京臨海副都心の地区名としては、有明一丁目と有明二丁目が「有明北地区」、有明三丁目と有明四丁目が「有明南地区」に当たる。

### 有明一丁目

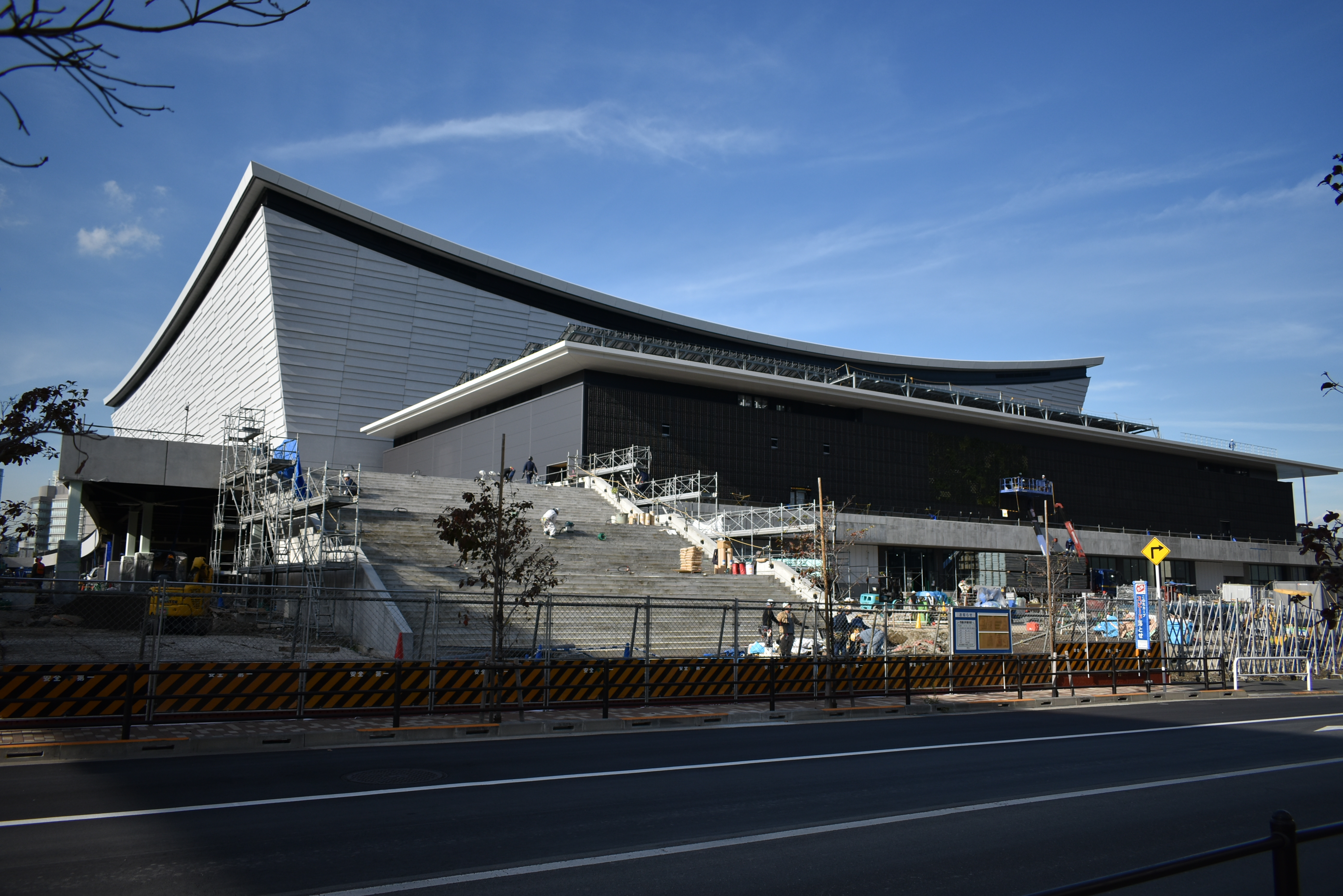
有明親水海浜公園（2022年8月部分開園、その後も一部整備され2023年度完成予定）
  - 有明アーバンスポーツパーク（2024年10月より[22]10年間限定で開業予定）
- 有明アリーナ
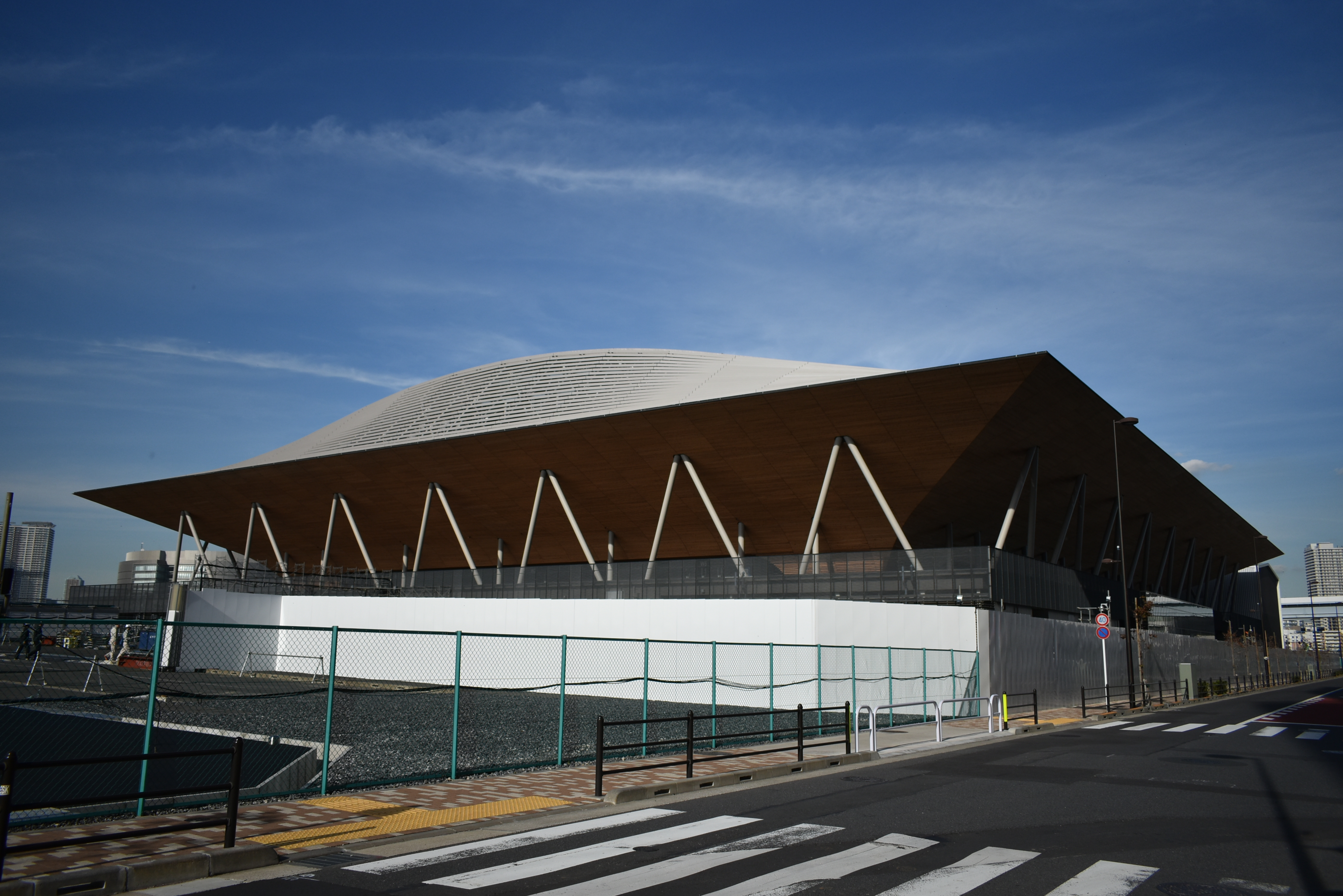
有明展示場〈愛称：有明GYM-EX〉（有明体操競技場を転用し2023年5月18日に開業[23]）
- UNIQLO CITY TOKYO（ユニクロの有明本部、物流センターも併設）
- スモールワールズ東京
- BUDDYスポーツアリーナ（旧：セガサミースポーツアリーナ）
- ファーイーストビレッジホテル東京有明
- オリゾンマーレ
- ガレリアグランデ
- ブリリアマーレ有明タワー&ガーデン
- プレミスト有明ガーデンズ
- シティタワー有明
- ブリリア有明スカイタワー
- ブリリア有明シティタワー
- ブリリアタワー有明ミッドクロス
- 有明西学園
- 深川消防署有明分署
- 木遣り橋
- 有明北橋
- 富士見橋

- 有明アリーナ
- 有明体操競技場

### 有明二丁目
- 有明テニスの森公園
  - 有明コロシアム
- 有明ガーデン
  - 東京ガーデンシアター
  - ホテルヴィラフォンテーヌグランド東京有明
  - 有明四季劇場
  - シティタワーズ東京ベイ
- 有明スポーツセンター
- 東京有明医療大学
- 有明教育芸術短期大学
- 有明水再生センター
- 佐川急便ベイエリアセンター
- 有明小学校
- 有明中学校
- 有明清掃工場（東京二十三区清掃一部事務組合）
- のぞみ橋
- 新都橋
- 有明北緑道公園

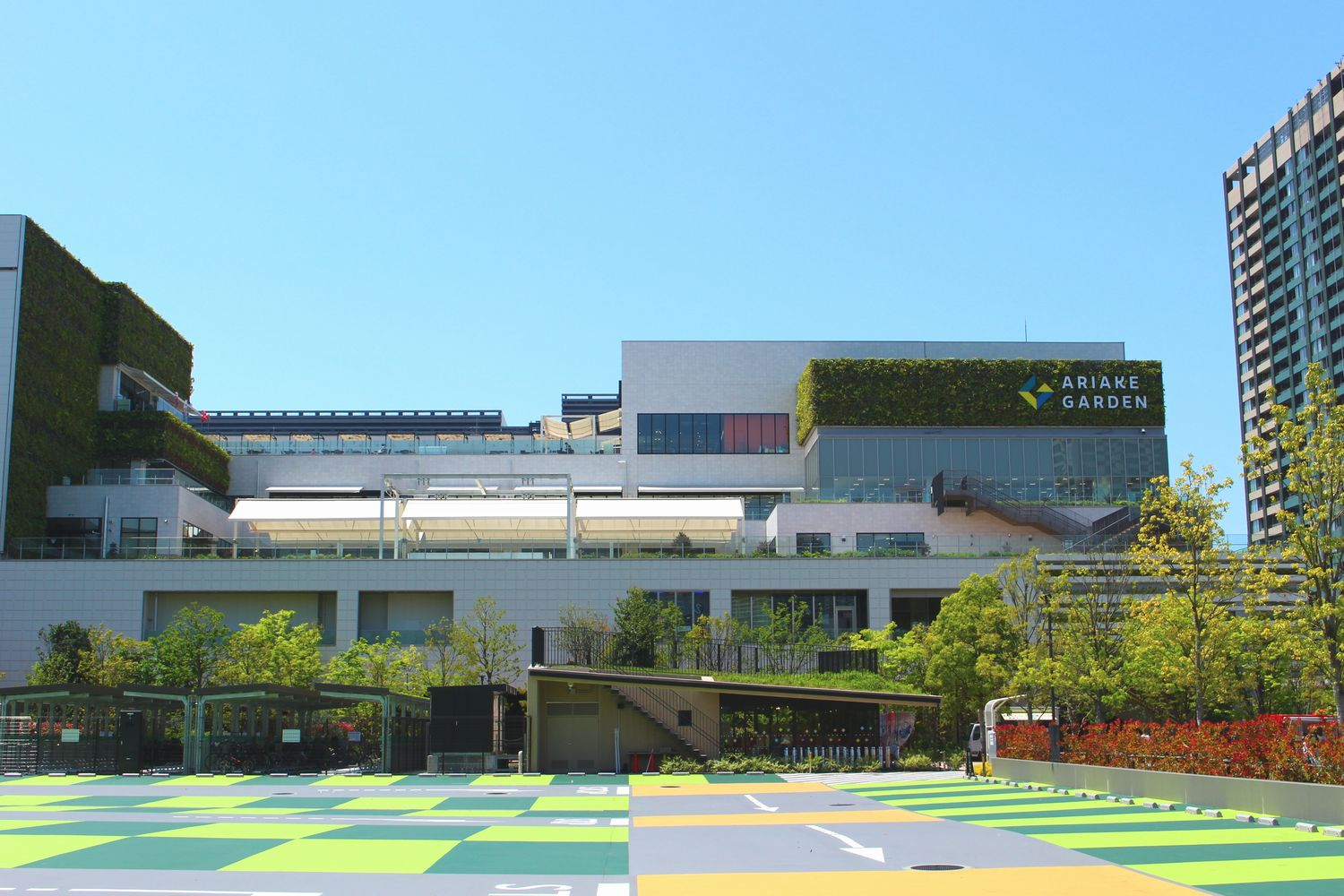
有明ガーデン
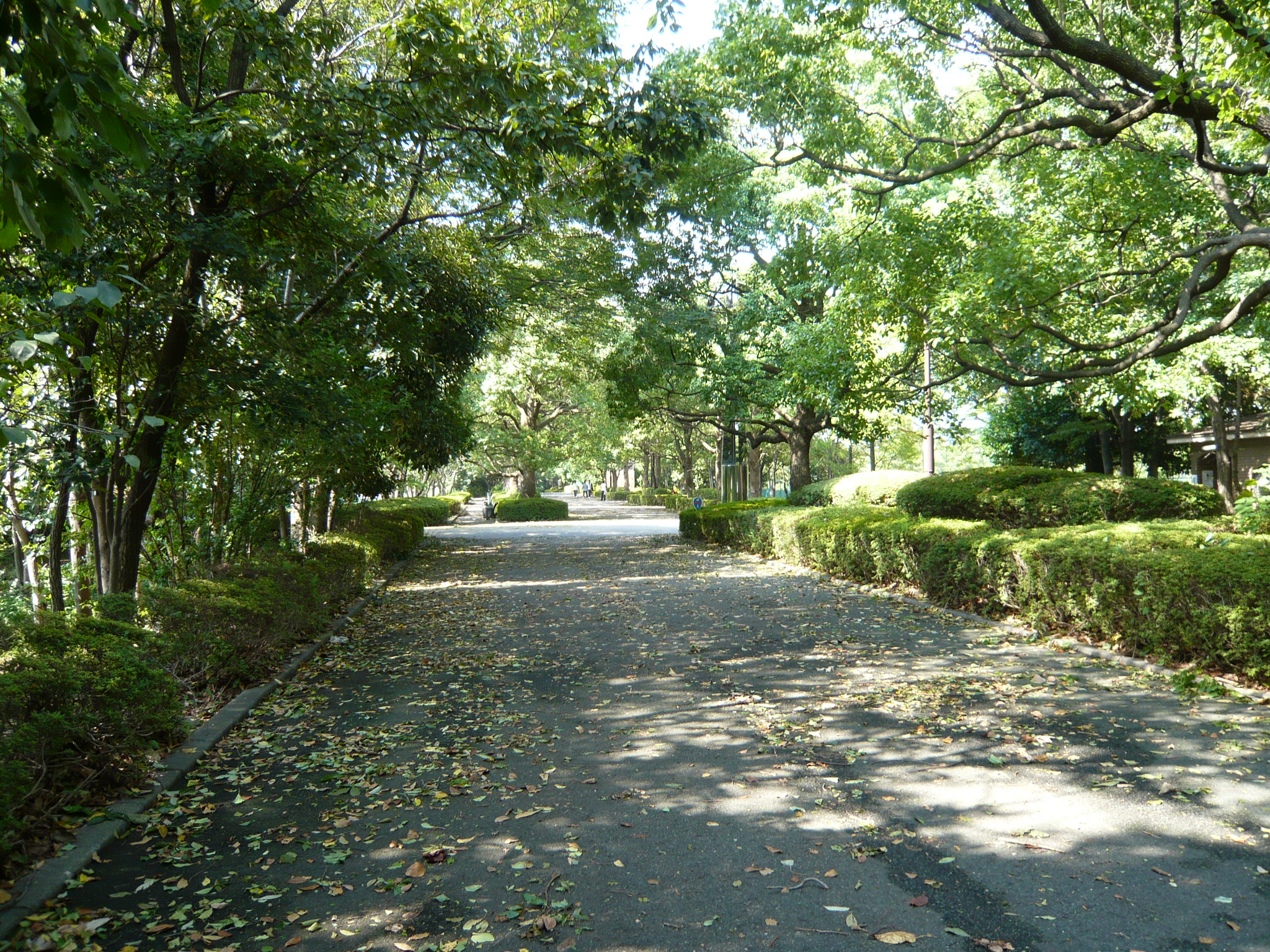
有明テニスの森公園
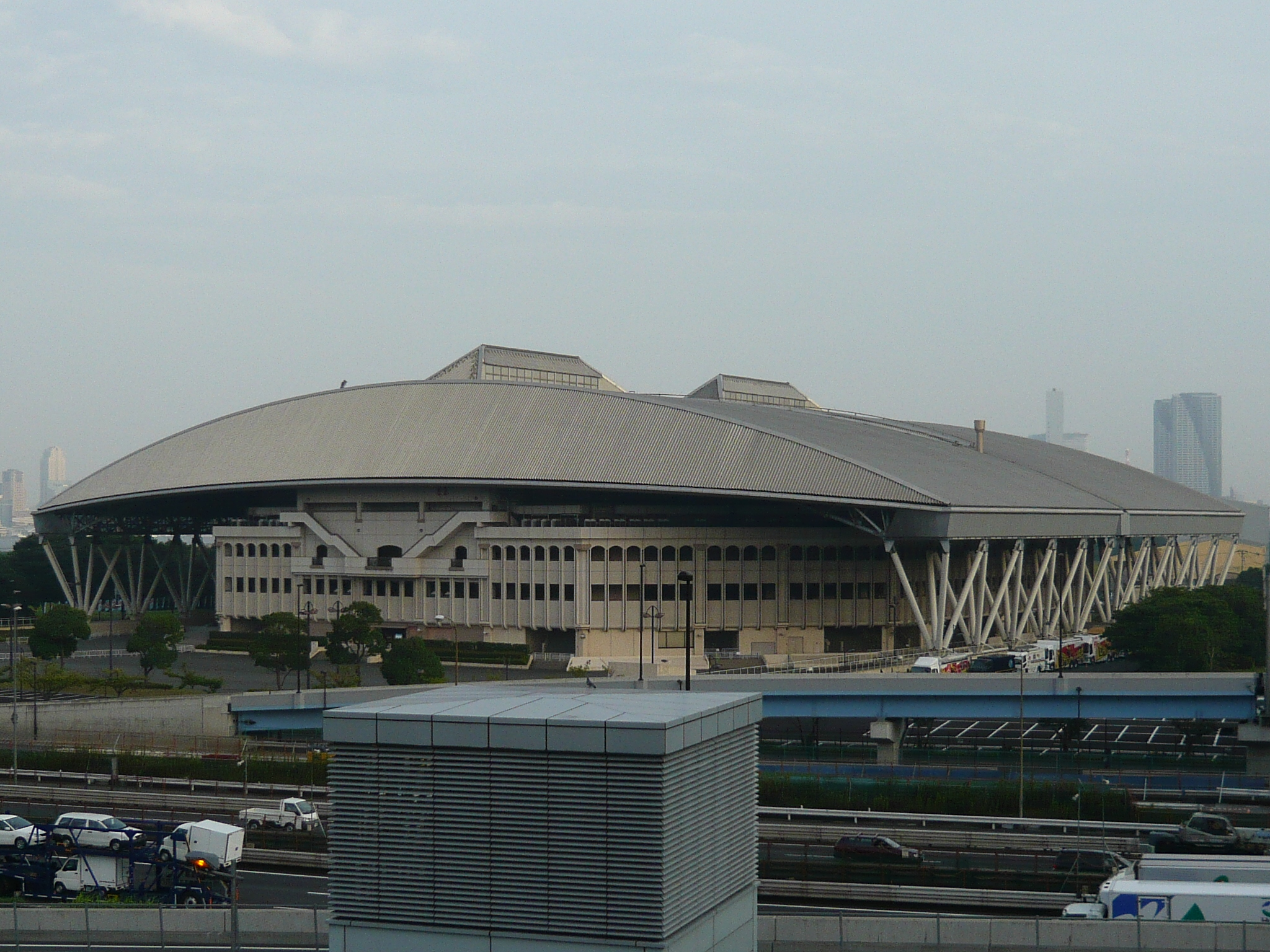
有明コロシアム
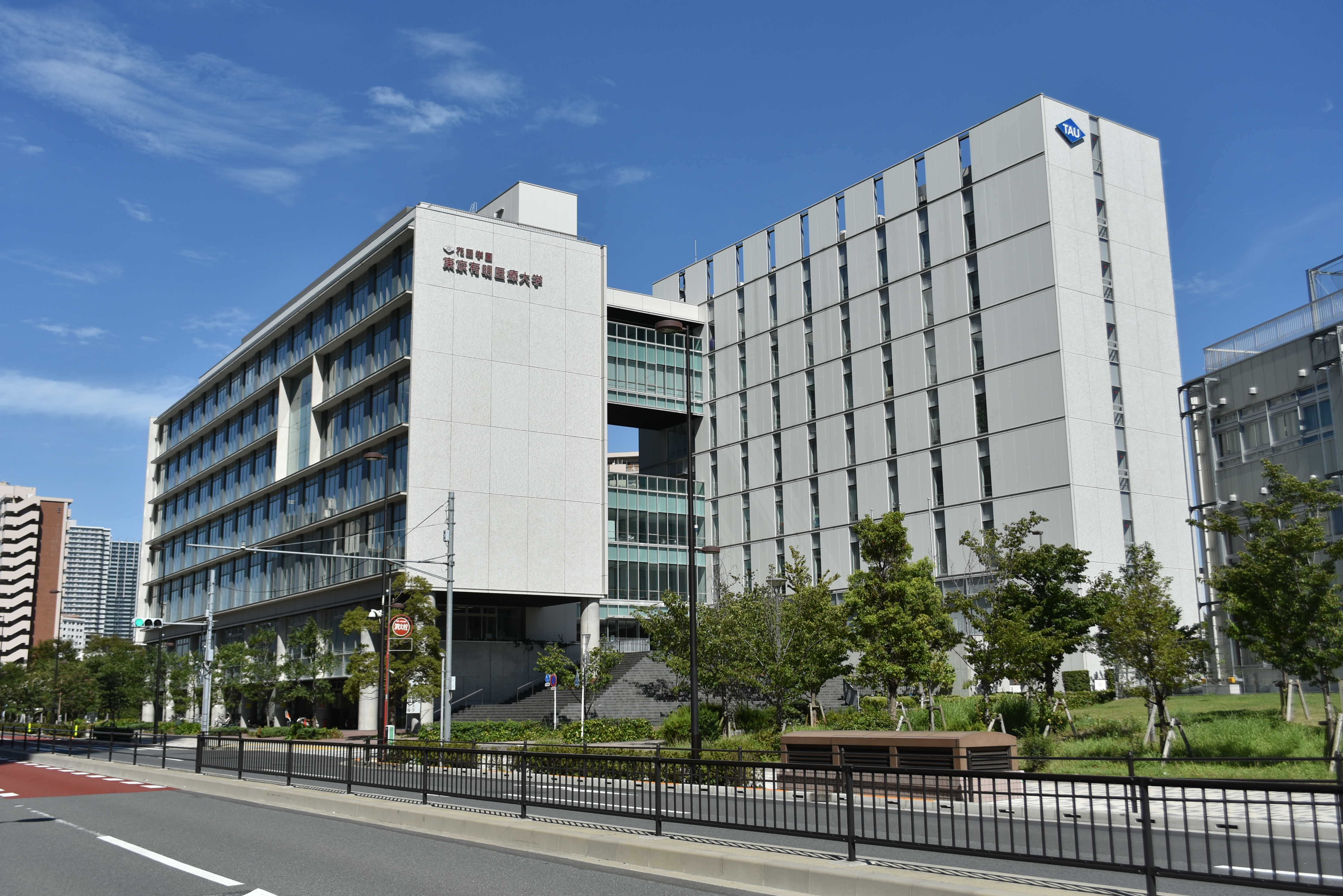
東京有明医療大学

### 有明三丁目
- シンボルプロムナード公園
  - 夢の大橋
- 水の広場公園
- 有明西ふ頭公園
- 東京臨海広域防災公園（2010年夏部分開園、その後も一部整備され2011年に全面開園）
- がん研究会有明病院
- 共同溝展示館
- 東京国際展示場（東京ビッグサイト）
- 東京ファッションタウン
  - 大塚家具本社
  - 有明国際特許事務所
- 東京ドリームパーク（テレビ朝日による多目的ホール、集客娯楽、スタジオ、オフィスなどからなる複合施設、2024年完成予定）[24][25][26]
- コナミクリエイティブフロント東京ベイ（コナミグループによるオフィス（研究開発拠点）やスタジオ、ショップなどからなる複合施設、2025年完成予定）[24][25][26]
- 東京ベイ有明ワシントンホテル
- 東京ベイコート倶楽部 ホテル&スパリゾート
  - ホテルトラスティ東京ベイサイド
- 相鉄グランドフレッサ 東京ベイ有明
- ダブルツリーbyヒルトン東京有明
- 有明フロンティアビル
  - ユニバーサルエンターテインメント本社
- 有明セントラルタワー
  - 大和リビング本社
  - 技研製作所東京本社（登記上の本店は高知市）
- 株式会社ゆりかもめ
- 青海橋
- 有明橋
- あけみ橋
- 角乗り橋（かくのりばし）
- TOC有明
  - ソニー
- パナソニックセンター東京
- 東京都水の科学館
- NTT有明センタービル
- 武蔵野大学有明キャンパス
- 有明客船ターミナル
- 鉄鋼埠頭
  - 日鉄物流有明事業所
  - クリエイト東京配送センター
- 有明埠頭橋（有明四丁目と接続）

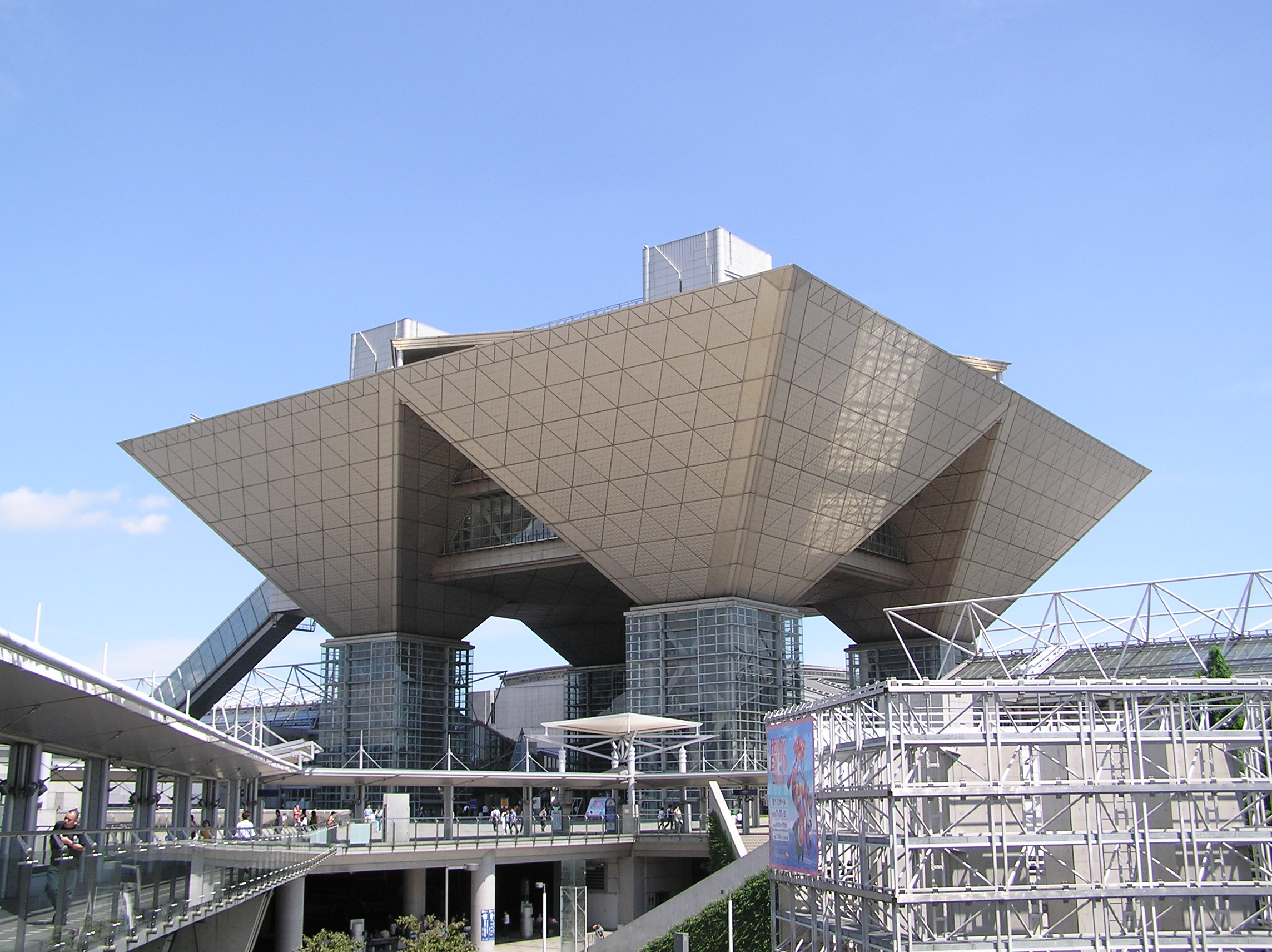
東京ビッグサイト
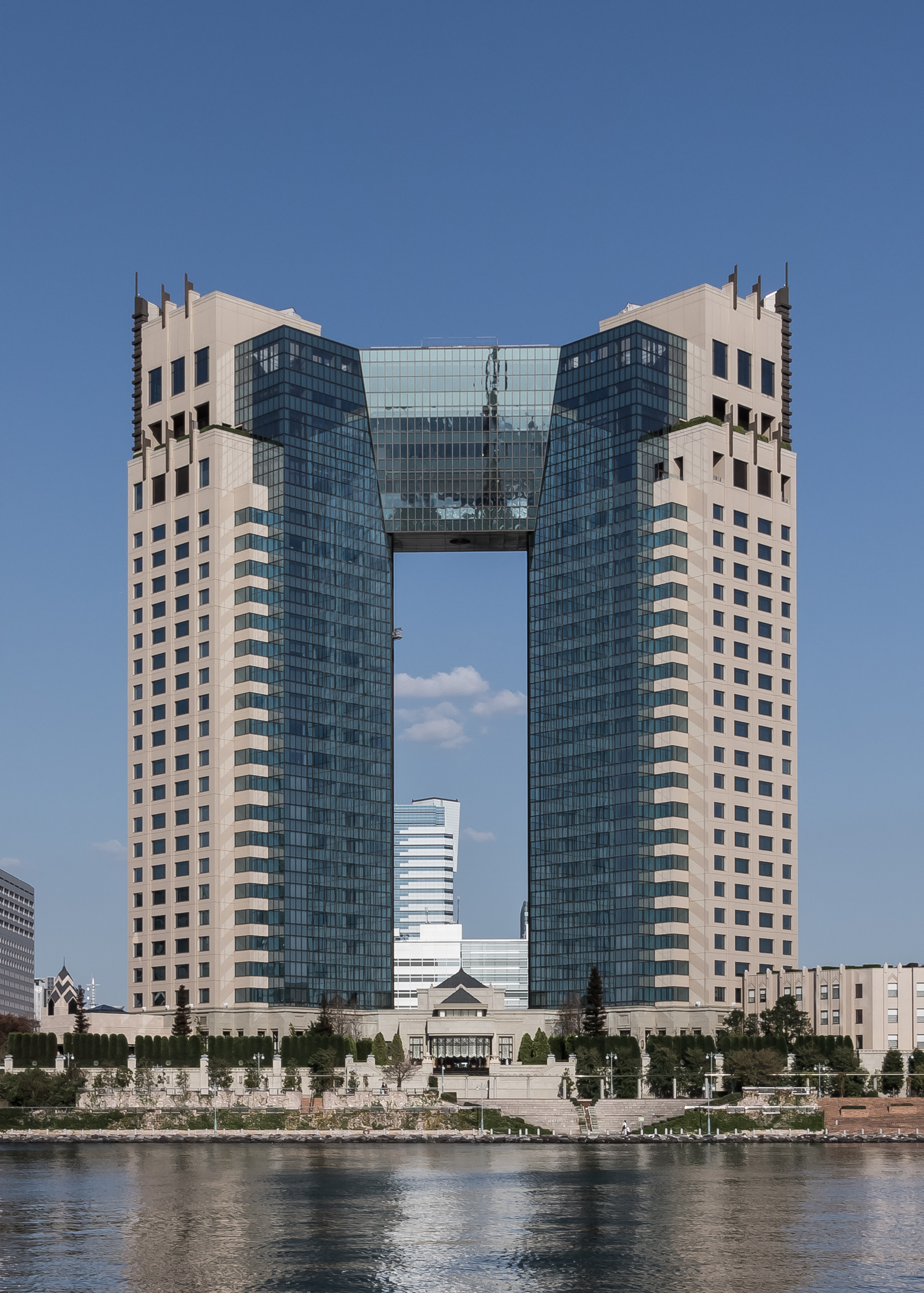
東京ベイコート倶楽部ホテル＆スパリゾート
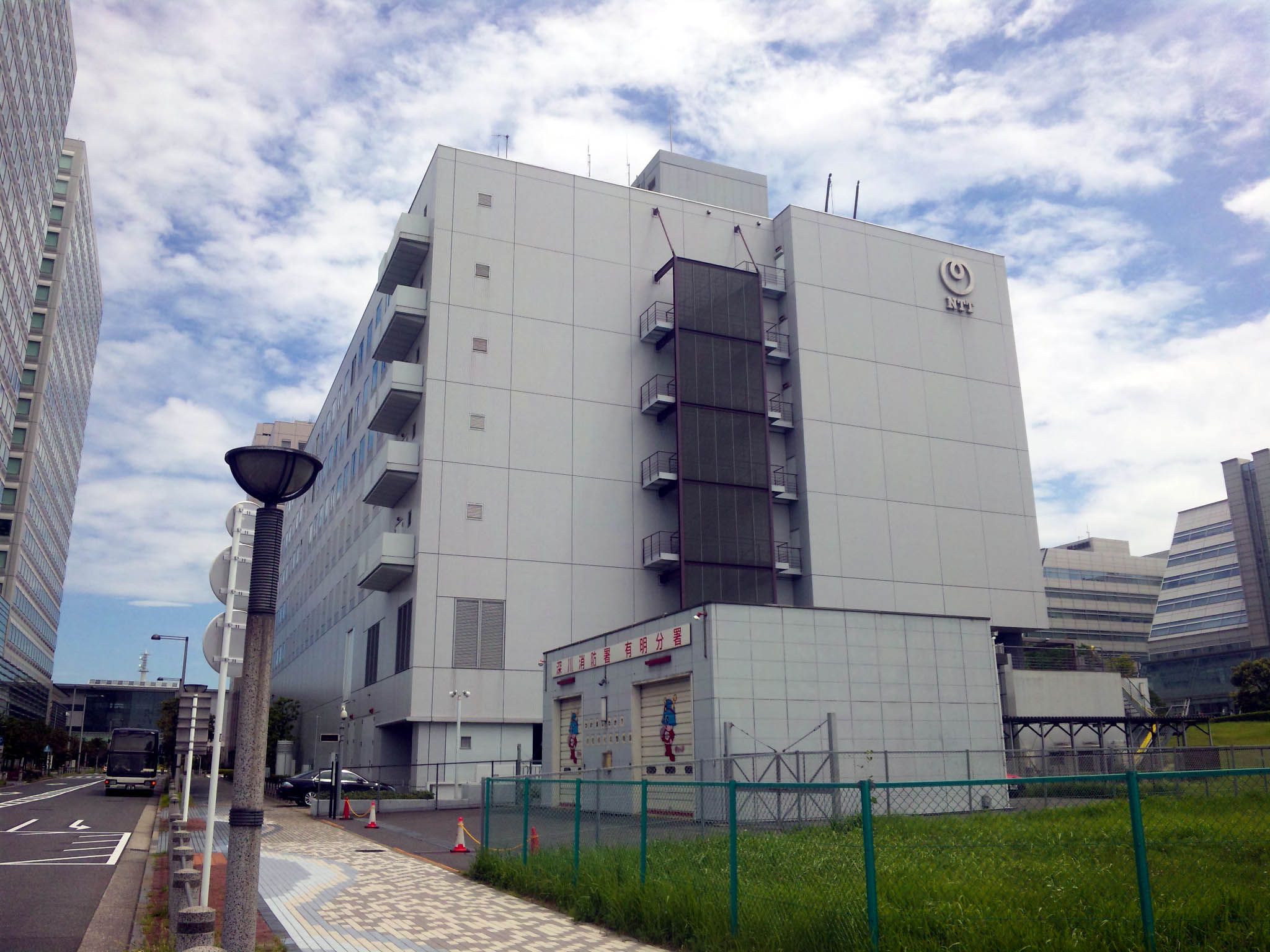
NTT有明センタービル
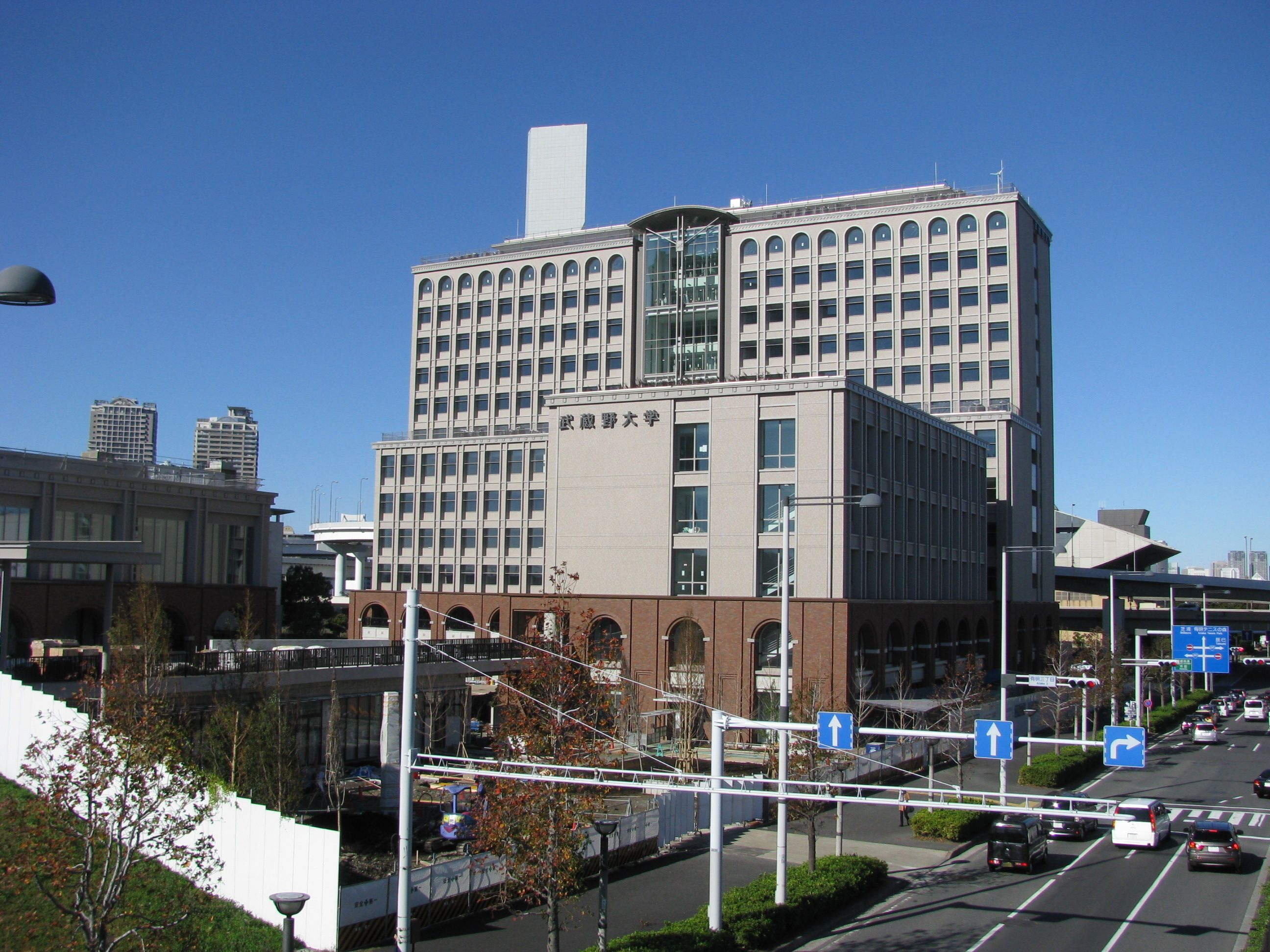
武蔵野大学 有明キャンパス

### 有明四丁目
製紙会社を中心とした倉庫街となっている。なお、有明一〜三丁目とは海で隔てられており、 有明埠頭橋で接続されている。

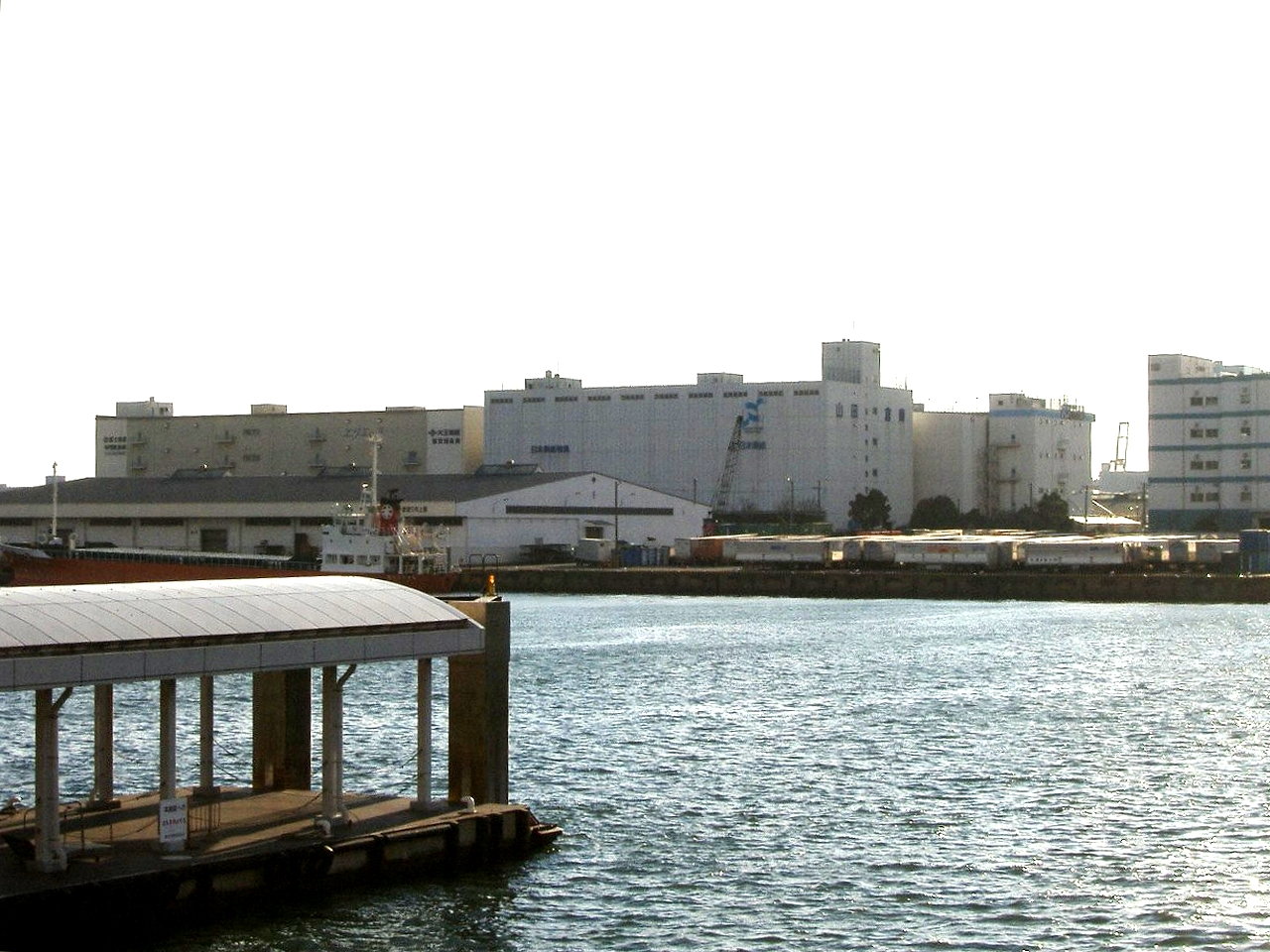
有明四丁目の倉庫群

- フェリー埠頭（東京港フェリーターミナル）
- 日本製紙物流 有明第一倉庫・有明第二倉庫
- 王子物流 有明倉庫
- 大王製紙 倉庫
- 日本紙パルプ商事 有明配送センター
- 東京港海の森トンネル

- 有明四丁目の倉庫群

### 現存しない施設
- アニヴェルセル 東京ベイ（暫定施設、2021年9月閉館）
- ディファ有明
- パナソニックセンター東京（2024年12月閉館）
- フェリーふ頭公園
- 東雲ゴルフ場
- 東雲飛行場

## その他

### 日本郵便
- 郵便番号 : 135-0063[3]（集配局 : 晴海郵便局[27]）。